# Президентские выборы в Южной Корее (август 1960)
Президентские выборы в Южной Корее в августе 1960 года проходили после Апрельской революции, приведшей к отставке президента Ли Сын Мана. Выборы состоялись 12 августа 1960 года и были непрямыми — президент избирался членами Палаты общин и Сената, который был избран в июне 1960 года. Для победы кандидату необходимо было набрать не менее двух третей голосов членов обеих палат. Победу одержал представитель демократической партии Юн Бо Сон, который получил 82,2 % голосов, а его ближайший соперник Ким Чан Сук, набрал лишь 11,5 %.

## Результаты выборов
| Место по числу голосов | Кандидаты     | Партия                 | Число поданых голосов | %      |
| ---------------------- | ------------- | ---------------------- | --------------------- | ------ |
| 1                      | Юн Бо Сон     | Демократическая партия | 208                   | 82,2 % |
| 2                      | Ким Чхан Сук  |                        | 29                    | 11,5 % |
| 3                      | Пэк Нак Чун   |                        | 3                     | 1,2 %  |
| 3                      | Пён Ён Тхэ    |                        | 3                     | 1,2 %  |
| 5                      | Ким До Ён     |                        | 2                     | 0,8 %  |
| 5                      | Хо Джон       |                        | 2                     | 0,8 %  |
| 7                      | Ким Бён Но    |                        | 1                     | 0,4 %  |
| 7                      | Ким Си Хён    |                        | 1                     | 0,4 %  |
| 7                      | На Ён Гюн     |                        | 1                     | 0,4 %  |
| 7                      | Пак Сун Чхон  |                        | 1                     | 0,4 %  |
| 7                      | Ю Ок У        |                        | 1                     | 0,4 %  |
| 7                      | Ли Чхоль Сын  |                        | 1                     | 0,4 %  |
| Выборщики              | Выборщики     | Выборщики              | 288                   |        |
| Всего голосов          | Всего голосов | Всего голосов          | 253                   | 100 %  |